# Dustin Milligan
Dustin Wallace Milligan (ur. 28 lipca 1985 w Yellowknife) – kanadyjski aktor. Wystąpił w roli Ethana Warda w serialu młodzieżowym The CW 90210 (2008–2009) i jako Theodore „Ted” Mullens w sitcomie CBC Schitt’s Creek (2015–2020).

## Życiorys

### Rodzina i edukacja
Urodził się w Yellowknife, w stanie Terytoria Północno-Zachodnie jako syn Jean Wallace, byłej radnej miasta Yellowknife i Briana Milligana. Wychowywał się z siostrą Molly. Ukończył naukę w Sir John Franklin High School.

### Kariera

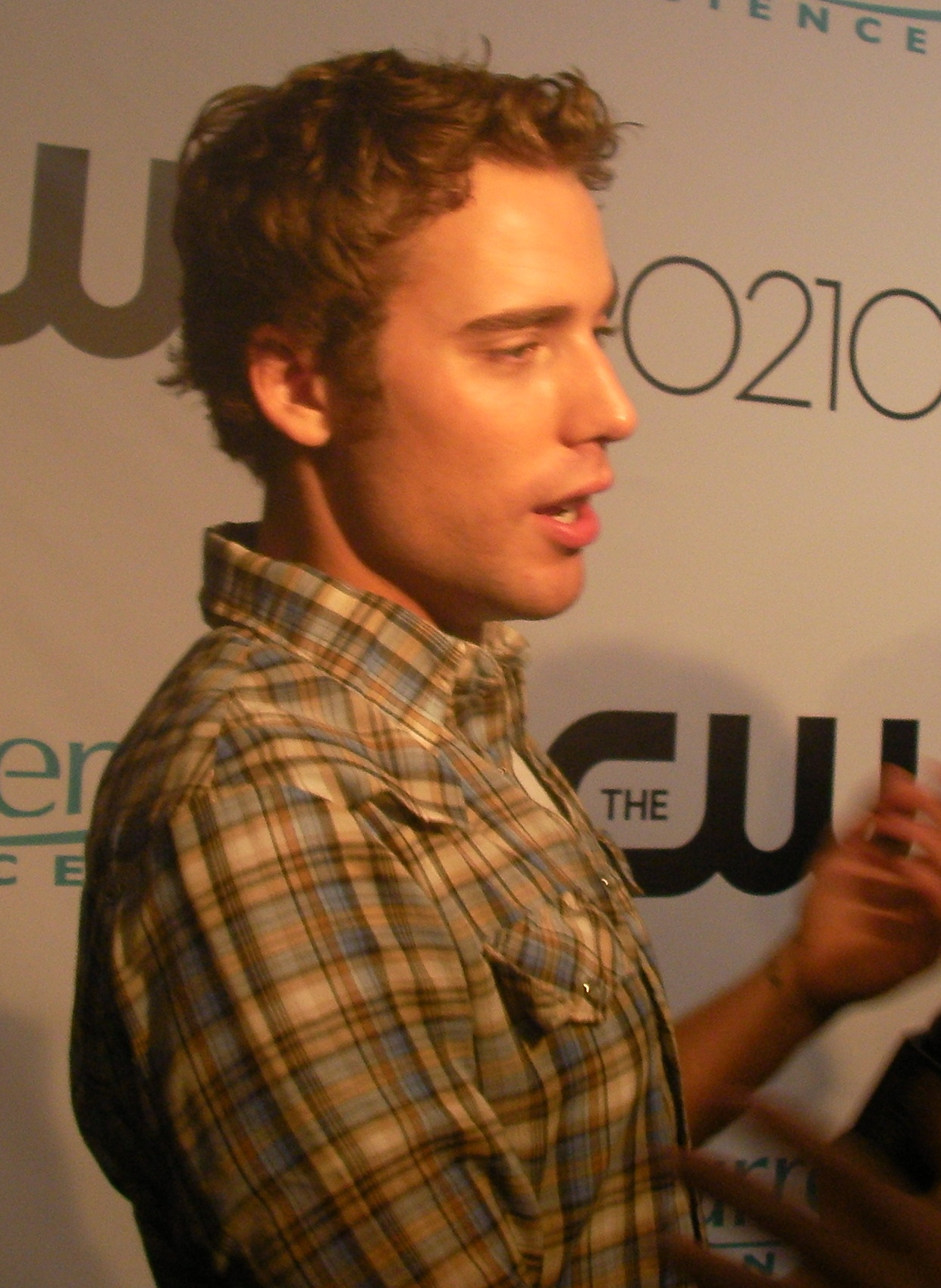
Milligan (2008)

W wieku 19 lat zadebiutował na małym ekranie rolą rapera w telewizyjnej komedii romantycznej Lifetime Romans doskonały (2004) z Kathleen Quinlan. Popularność wśród telewidzów zdobył dzięki roli Ethana Warda w serialu 90210 (2008–2009), za którą zdobył nominację do Teen Choice Awards 2009 dla najlepszego aktora dramatycznego. Wystąpił w teledysku do piosenki Demi Lovato „Made in the USA” (2013). W 2019 wraz z obsadą serialu Schitt’s Creek był nominowany do nagrody Gildii Aktorów Ekranowych w kategorii wybitny występ zespołu aktorskiego w serialu komediowym.

## Życie prywatne
W latach 2008–2010 był związany z aktorką Jessicą Stroup. W październiku 2010 związał się z aktorką Amandą Crew.

## Filmografia

### Filmy
- 2004: Romans doskonały jako raper
- 2005: Szalony weekend jako Młody Ed
- 2005: Amber Frey: świadek oskarżenia jako Ekspedient w sklepie spożywczym
- 2005: Urodzisz moje dziecko jako Billy
- 2006: Robale jako Tad / Drawing Boy
- 2006: Oszukać przeznaczenie 3 jako Marcus
- 2006: Nostalgia Boy jako Nostalgiczny Chłopak
- 2006: Człowiek z miasta jako młody Dooley
- 2006: Osiem dramatycznych dni jako Joe Spring
- 2006: Efekt motyla 2 jako Trevor Eastman
- 2007: Posłańcy jako Bobby
- 2007: W świecie kobiet jako Eric Watts
- 2007: Godziny strachu jako Matt Ryan
- 2008: Eve jako Lucien
- 2009: Ekstrakt jako Brad Chavez
- 2010: Powtórzenia jako Kyle Halsted
- 2011: Noc rekinów 3D jako Nick LaDuca
- 2012: Wyborcze jaja jako facet z collegu
- 2013: Sarila jako Markussi (głos)
- 2015: Dlaczego mi nie powiedziałeś? jako Cory Isaacson
- 2018: Zwyczajna przysługa jako Chris
- 2024: Zakochany bałwan jako Jack

### Seriale
- 2004: Trup jak ja jako Joey
- 2004: Andromeda jako Lon
- 2005: Burmistrz Da Vinci jako Chad Markowitz
- 2006: Uciekinierzy jako Henry Rader
- 2008: Nie z tego świata jako Alan J. Corbett
- 2008–2009: 90210 jako Ethan Ward
- 2012: Mów mi Fitz jako Barry O’Neil
- 2013: Motyw jako Felix Hausman
- 2015: Dolina Krzemowa jako Blaine
- 2015–2020: Schitt’s Creek jako Theodore „Ted” Mullens
- 2018: Blindspot: Mapa zbrodni jako Lincoln
- 2019: Into the Dark jako Gavin